# Metselsilo

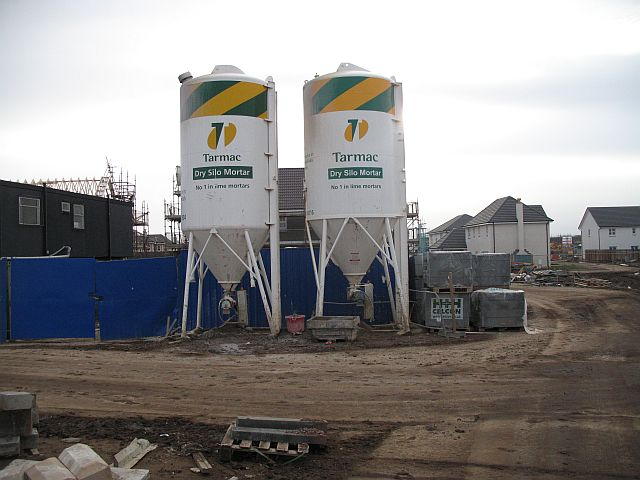
Metselsilo's

Een metselsilo of mortelsilo is een silo, meestal vervaardigd uit staal, die gevuld wordt met bestanddelen in vaste vorm voor mortels. De silo wordt gebruikt op een plaats waar werkzaamheden als metselen en tegelzetten van minstens enige omvang plaatsvinden.
De droge mortel bestaat uit zand en cement, meestal portland- of hoogovencement. Pas als de werkzaamheden beginnen, wordt de mortel aangemaakt en het benodigde water bijgevoegd. Een silo wordt vaak van tevoren gevuld bij een cementfabriek en dan tijdelijk op de bouwplaats neergezet. Wanneer de voorraad in de silo tussentijds op is, kan deze door middel van een bulkwagen weer hervuld worden, zonder dat de silo hiervoor naar de fabriek hoeft.
Naast bovengenoemde droge silo's zijn er ook mogelijkheden om een zogenaamde tweekamermetselsilo te gebruiken. Deze silo's onderscheiden zich doordat zij twee compartimenten (kamers) bevatten. In het ene compartiment zitten de bindmiddelen en in het andere zitten de toeslagstoffen, meestal zand, opgeslagen. Dit silotype onderscheidt zich doordat de toeslagstoffen niet vooraf gedroogd worden.

## Soorten silo's
De silo's zijn er in veel verschillende grootten. Ook zijn er bij deze verschillende typen andere soorten mengers. Het gewicht van een gevulde silo kan variëren van enkele tonnen tot enkele tientallen tonnen. Het benodigde materieel voor transport, plaatsing en bijvulling wordt daarop aangepast.

## Bediening
De bediening van de bedieningskast en bijbehorende menger is tamelijk eenvoudig bij een gewone metselsilo, maar bij speciale silo's met speciale species om bijvoorbeeld een verdiepingsvloer te storten is de bediening moeilijker.
De bedieningskast wordt na plaatsing aangesloten op stroom. De menger hangt onder aan de silo en mengt met behulp van een worm, een schroef van Archimedes, de inhoud met water. De triller zorgt ervoor dat de mortel onder in de silo komt en niet bovenin blijft hangen. Met behulp van de bedieningskast kan de hoeveelheid water worden geregeld. Ook kan hierop de menger in werking worden gezet. Na gebruik van de metselsilo dient de menger met water schoongemaakt te worden, zodat de metselmortel niet hard wordt.

## Mortels
Een metselsilo kan met vele andere soorten mortels gevuld worden. Naast de gebruikelijke metselmortel zijn er:
- Betonmortel
- Betonblokkenlijm
- Blokkenlijm
- Doorstrijkmortel
- Dunbedmortel
- Gietmortel
- Gyvlon
- Kimmix
- Ondersabelingsmortel
- Stucmortel
- Tegellegmortel
- Tegelzetmortel
- Topmix
- Vloermortel
- Voegmortel